# 查理斯·艾伍士
查理斯·爱德华·艾伍士（英語：Charles Edward Ives，1874年10月20日—1954年5月19日）是美國的古典音樂作曲家。他被認為是首先在國際上享有盛譽的美國古典音樂作曲家之一。艾伍士所創作的音樂在他有生之年都沒有受到青睞，連帶他大多數的作品在很長的一段時間裡皆未曾演出過。時至今日，艾伍士的音樂被視為"美國音樂根源"之一，美國式的作曲風格表現在貫串於其作品之中的美國民謠音樂。他的試驗性替後人開創出許多音樂上的可能性。

## 生平傳記
查理斯出生於康乃狄克州丹伯里（Danbury, Connecticut）。他父親喬治·艾伍士（George Ives）在美國內戰時擔任美國聯邦陸軍軍樂隊的指揮。小時候的查理斯常常坐在丹伯里的廣場上同時聽著父親所帶領的樂隊以及其他樂團演奏，這對於他日後有著重大的影響。父親教導的音樂課程也強烈影響了查理斯。喬治在音樂理論方面十分開明，鼓勵他的兒子自由實驗創作雙調性與複調性之間的和聲，例如查理斯唱歌所唱的音高便與父親伴奏時的音高不同。父親也介紹了史提芬·果林斯·福士特的音樂給查理斯。14歲時，查理斯當上了教堂的管風琴手，並且創作了許多教堂的聖歌與歌曲，包括了他的《美國變奏曲》。
1893年，艾伍士搬遷到纽黑文（New Haven, Connecticut），同年畢業於霍普金斯中學（Hopkins School）。在隔年的9月進入耶魯大學，師事於霍雷肖·帕克（Horatio Parker）。在此他與這位老師學習合唱音樂，譜寫教堂音樂，甚至還幫
威廉·麥金萊1896年的選舉創作競選歌曲。
1894年11月4日，查理斯十分尊崇的父親過世，對這位年輕的作曲家無疑是一大打擊，從查理斯日後所創作的音樂作品可看出，他承繼了父親那條富有實驗冒險精神的道路。艾伍士在耶魯大學廣泛地學習各方面的知識，如希臘文、拉丁文、數學與文學，加入耶魯大學兄弟會（Delta Kappa Epsilon）與狼首會（Wolf's Head）等秘密學生組織，並且擔任長春藤聯盟的主席。
他的作品 Calcium Light Night 與Yale-Princeton Football Game透露了大學教育對他作曲的影響。他的《一號交響曲》是其高年級時創作的學術論文作品，由帕克所指導。

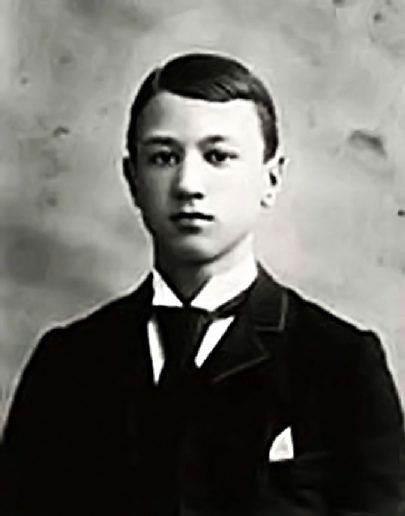
艾伍士，約攝於1899年。

1898年從耶魯大學畢業後，擔任紐約人壽保險公司（Mutual Life Insurance Company of New York）的精算師，每週薪水5美元。他住進了紐約的單身男子公寓，同時繼續擔任教堂的管風琴手直到1906年。在1899年至1906年在Charles H. Raymond機構任職。1907年，由於Raymond公司的失敗，他決定與朋友Julian W. Myrick共組他們自己的保險公司Ives公司，稍晚更名為Ives & Myrick公司，他在那裡工作至退休。於空閑時間，他仍創作音樂，還在丹伯里、纽黑文、布倫菲德（Bloomfield, New Jersey）與紐約等地擔任管風琴手演出。1907年，艾伍士“急性心臟病”（他與家人如此稱呼）發作，自此這個症狀跟隨著他一輩子。他的這種痛楚較可能是心理因素而非生理因素。隨著艾伍士從病痛中逐漸康復之後，他也進入了一生中創作力最為多采多姿的時期。
1908年與Harmony Twitchell結婚，其後搬家到紐約，住在屬於他們兩人的公寓中。他不但在保險業取得一番成就，而且在音樂方面持續創作出大量的作品，直到1918年時他的另一次心臟病發作時。從此之後，他的作品寥寥可數，在1926年八月寫下他的最後一首作品《日出》（Sunrise）1922年，艾伍士出版了他的 114 Songs，展現了其作曲視野的寬廣—當中囊括了藝術歌曲、少年時期的作品以及一些高度不和諧的樂曲如"The Majority."
他的妻子回憶在1927年的某一天，艾伍士帶著眼淚走下樓來——他無法再創作了，他說：「全部都聽起來糟透了。」許多說法皆試圖解釋他晚年的孤寂，這如同西貝柳斯（Jean Sibelius）的晚年際遇一般，兩人幾乎是在同時停止音樂的創作。當艾伍士停止創作時，同時也承受著劇烈的病痛，這時候他專注於修補改善他的早期作品以及一些被忽視的傑出作品。
在長期的病痛折磨下，查理斯於1930年退休，離開保險業。這使他有了更多時間專注於其音樂作品上，但他已經無力創作出新曲了。在1940年代，重訂了他的《康科德奏鸣曲》，於1947年將其發行並附上其文字作品
Essays Before a Sonata。
1954年，艾伍士在紐約逝世。

## 艾伍士的音樂
艾伍士在耶魯受到專業的訓練，為了符合19世紀晚期來的流行的潮流，以奏鳴曲的形式創作的第一部交響曲，展現出他在音樂理論上的運用與技巧之卓越；而不與傳統妥協的傾向亦出現在第二樂章的非傳統的合音方式。他的父親是樂隊的指揮，加上對白遼士的仰慕，艾伍士十分鐘情於室外音樂及樂器編曲。將此兩者混和的野心以及對貝多芬的無比崇敬，決定了其一生的創作方向。
艾伍士出版了大量的作品，其中許多曲子當中的鋼琴演奏與在當時歐洲正逐漸風行的現代音樂運動有著不少相似之處，像是：雙音調以及泛調性。他同時是一位傑出的鋼琴家，可以悠游於許多樂風之間即興演奏，甚至是當時才剛出現的樂風。雖然他的管弦樂作品並不為世人所熟識，他共創作了兩首弦樂四重奏以及其他室內樂的作品。而其管風琴手的身份，激勵他在1891年創作了'美國'變奏曲 ，並在該年的美國國慶的慶典上首演。這部作品的旋律（與英國國歌相同）與樂曲結構雖中規中矩卻又帶著點俏皮氣味的變奏，其中的一種變奏技巧是波蘭舞曲（polonaise），而在多年後艾伍士又添加進了雙音調變奏法，同時也是他首次的嘗試此種變奏法。威廉‧舒曼（William Schuman）於1964年將其編曲演出。
艾伍士有四部交響曲作品，但卻是在未作回答的問題（1908），以非常不同於傳統方式混和了小號、四把長笛與弦樂四重奏的作品，讓艾伍士展現了其音樂最為成熟的一面，並成為其最廣為人知的招牌風格。其中弦樂h （位於舞台下）演奏得十分緩慢，如同讚美詩一般地低吟貫穿著整首作品；而座落於觀眾後方的喇叭則不時發出短樂響（motif），艾伍士稱此為"對存在永恆的追問"。當喇叭出聲後，舞台上的四把長笛隨即以急促的刺耳聲響加以回應，但在最後的未答的問題樂章中，因為是以靜默為主題而不採用此種技巧。此部作品代表著典型的艾伍士風格，它把多種截然不同的元素並列在一塊，其敘事的方式是當時人從來不曾想到過的，且帶有強烈的神秘色彩。他在之後替這首曲子譜寫了管弦樂版本，成為他最受歡迎的曲子之一。

像未作回答的問題這類作品，很明顯是受到新英格蘭超驗主義作家拉尔夫·沃尔多·爱默生（Ralph Waldo Emerson）與梭羅（Henry David Thoreau）的影響。在他的著作Piano Sonata No. 2: Concord, Mass., 1840–60 (1909–15)中明白說明深受兩人影響。他描述道："與半世紀以前康州人的心靈緊密結合的超越主義精神意念，表現在印象派作家愛默生與梭羅的作品中、露薏莎‧奧科特（Louisa May Alcott）的隨筆中以及霍桑（Nathaniel Hawthorne）肆意幻想的作品中所流露出的那種屬於
詼諧曲所要傳達的樂觀詼諧的態度。"
奏鳴曲應該是艾伍士最廣為人知的鋼琴獨奏作品（不過應該注意在某些樂章中有著中提琴與長笛的伴奏）。從樂曲的節奏性與和諧性來看，他的作品充滿著創新冒險的精神，並且展露出艾伍士喜好引用他人話語的習慣，像是多次引用貝多芬第六號交響曲的開頭格言。奏鳴曲也包含著艾伍士實驗音樂中最令人震撼的一部份：在第二樂章當中，他指揮鋼琴手用一塊木頭來發出大量的音堆和弦（cluster chord）。
艾伍士最傑出的管弦樂作品或許是他的“第四號交響曲”(1910–16)。演出所需要的樂手數目十分驚人。作品十分類似“未答的問題”，但這次沒有為了求新而帶來的特異。（顫音貫穿了整個第二樂章，不調和的手法與傳統和諧的作曲法在最終樂章相互拉扯。最後在敲擊樂器的樂聲中，各項樂器接次安靜了下來，終告結束。）直到1965年，這首交響曲才首次完整演出，距離作品完成將近半個世紀。
艾伍士花費近二十年仍無法完成宇宙交響曲，這一部份是由於其健康問題，以及他創作時不斷變動的想法所導致。後來許多人皆多次嘗試將其完成或者將其公開演出，但卻一直無法順利地完成或流暢地演出。
此作品的靈感來自於四號交響曲，或是說來自更高的理想：繁複交錯的旋律與盤根錯節的不和諧樂聲伴隨著獨特的樂器搭配與編曲。
艾伍士的室內樂作品包括了第二號弦樂四重奏，這首作品的音樂性處在傳統與非傳統衝突的極限，上從"Arguments" 樂章的狂噪刺耳不和諧樂音下至超越主義式的極度靜寂。艾伍士的音樂正是時常游走於兩種極端之間，衝突性的嘶鳴與靜謐的樂聲相映成趣，在實際的演奏中經常相互混雜在一塊，難以將兩者給抽離開來。艾伍士，如同馬勒一般，習慣運用高度獨立旋律性。這作品之所以被視為演度難度極高是由於傳統負責引導演奏者的記號並不存在。艾略特·卡特（Elliott Carter）的第二號弦樂四重奏運用相同的四重戲劇性的對話，便是深受艾伍士的影響。

## 世人的接受
艾伍士所創作的音樂在他有生之年都沒有受到青睞，連帶使得大多數的作品在很長的一段時間裡皆未曾演出過。他在音樂上的成就，實驗傾向的開拓以及對於不和諧音的運用，也未曾受到應有的肯定與尊重。他的管弦樂作品由於節奏上的高度複雜性難以演奏，即使過了數十年它們仍是音樂家們心中畏縮的作品。艾伍士認為如果你說這音樂"不錯"(nice)，是對作曲者的一種譴責，而他著名的一句話"像個正常人用心聽吧！"（use your ears like men!）似乎說明了他並不是太在意世人是否能夠接受他的音樂。不過，艾伍士其實是重視他的受歡迎程度的，然而，是以他自己的標準來衡量的。
他早期的擁護者，像是亨利·柯威爾（Henry Cowell）以及艾略特·卡特（Elliott Carter）。受柯威爾的邀約，艾伍士在他的刊物New Music上發表了相當數量的樂曲。有將近四十年的時間，他都堅持要主導自己作品的演出，無論是幕後指導或是編曲，而他長期合作的指揮為斯羅寧姆斯基（Nicolas Slonimsky）。
他的神秘性直到1940年代始為世人看清楚了些，這時他認識了其樂迷盧·哈里森(Lou Harrison)，哈里森替艾伍士整理其音樂綽品並加以宣傳，其中最特別的莫過於在1946年擔綱 第三號交響曲 (1904年)首演的指揮。
隔年，這首作品替艾伍士贏得了普立茲音樂獎（Pulitzer Prize for Music）。然而，艾伍士把獎金都給了出去（半數給哈里森），他說"獎是頒給小孩子的，我已經完全長大了"。史托可夫斯基（Leopold Stokowski）不久之後指揮了第四號交響曲，認為這首作品是"艾伍士難題的核心"。
同時，艾伍士的音樂也被當時為哥倫比亞廣播公司（CBS）指揮的伯納德·赫爾曼（Bernard Herrmann）大力推廣。當時他是艾伍士音樂的忠實擁護者。
對於艾伍士音樂的肯定日益增加，如阿諾·荀白克（Arnold Schoenberg）的讚賞，認為他是在藝術整體性上有著不朽的成就，紐約的威廉·舒曼（William Schuman）有著同樣高度評價。近年來，邁可·提爾森·湯瑪斯（Michael Tilson Thomas）與音樂學家斯瓦福特（Jan Swafford）皆是艾伍士音樂的積極推廣者。艾伍士的作品也定期於歐洲演出。艾伍士同時也啟發了美術家家的靈感，像是愛德華多·鮑洛齊（Eduardo Paolozzi），他將其1970年代的一系列的印刷作品命名為 Calcium Light Night，而其中每張作品皆以艾伍士的作品命名，（包括Central Park in the Dark）。
於此同時，艾伍士也廣受批評。許多人認為他的音樂是自我誇大，極度自滿的。另外有人認為，有些奇怪的論點，他是膽小的因為歐洲音樂中許多基本的元素仍然出現在他的音樂之中。一度擁護他的艾略特·卡特稱其作品為不完整的。

## 作品選集清單
附記：因為艾伍士的一首作品經常有許多版本，而且因為艾伍士長期被世人忽略，他的確切作曲日期難以完全得知。這裡所標明的日期有些是最審慎的猜測。同時有人認為艾伍士曾刻意將其作品的日期標錯，無論是提早或是延後。
- 亚美利加變奏曲 風琴演奏 (1891)
- 第一號弦樂四重奏，來自救世軍 (1896)
- D小調第一號交響曲（1896–98）
- 第二號交響曲（1897–1901）
- 第三號交響曲 室外佈道會 (1901–04)
- 黑暗中的中央公園 室內管弦樂團版本（1898–1907）
- 未被回答的問題 室內樂版本 (1908)
- 第一號小提琴奏鳴曲（1903–08）
- 第一號鋼琴奏鳴曲1 (1902–09)
- 第二號小提琴奏鳴曲（1902–10）
- 羅伯·布朗尼序曲 (1911)
- 交響曲：“新英格蘭假日” (1904–13)
- 第二號弦樂四重奏（1907–13）
- 鋼琴三重奏 (c1909–10, rev. c1914–15)
- 新英格蘭三处 (Orchestral Set No. 1) (1903–21)
- 第三號小提琴奏鳴曲 (1914)
- 第二號鋼琴奏鳴曲，Concord, Mass., 1840–60 (1909–15) (revised many times by Ives)
- 第二號室內樂（1912–15）
- 第四號小提琴奏鳴曲室外佈道會的兒童節 (1912–15)
- 第四號交響曲（1910–16）
- 宇宙交響曲（未完成，1911–16，持續修改到1956年去世為止）
- 114首歌（自1887年創作至1921年，1922年出版）
- 三首四分調鋼琴作品（1923–24）
- 老家日（管風樂器演奏，由Jonathan Elkus編曲）

## 外部連結
- Charles Ives的作品  - 古騰堡計劃
- 查理斯·艾伍士協會
- 查理斯·艾伍士作品的詳細介紹 （页面存档备份，存于）
- 第二號鋼琴協奏曲的介紹
- 查理斯·艾伍士藝術中心 （页面存档备份，存于）
- 美國國家藝術中心：查理斯·艾伍士 作曲家的兩項作品
- 生平及墳墓資料 （页面存档备份，存于）
- 寫在奏鳴曲之前：梭羅